# 陳平
陳 平（ちん ぺい、拼音: Chén Píng、? - 紀元前178年）は、中国秦末から前漢初期にかけての政治家・軍師。

当初は魏咎・項羽などに仕官するものの長続きせず、最終的には劉邦に仕え、項羽との戦い（楚漢戦争）の中で危機に陥る劉邦を、さまざまな献策で救った。その後、劉邦の遺言により丞相となり、呂后亡き後の呂氏一族を滅ぼして劉氏の政権を守るという功績を立てた。

## 生涯
『史記』では世家、『漢書』では伝が立てられている。
陽武戸牖郷（こゆうきょう、現在の河南省開封市蘭考県）の人。生まれつき背が高く、美しい容姿をしていた。若いときは兄の陳伯（諱不明・陳家の長男の意味）の元で勉学に励んでいた。陳伯は裕福ではなかったが積極的に陳平を支援し、滅多に作業を手伝わせる事は無かった。ある日、勉学ばかりに精を出し家業を手伝わない陳平に対して兄嫁が文句を言うと、陳伯は怒ってこの嫁を離縁したという。
成人した陳平は葬儀等を勤勉に手伝い、やがて地元の有力者の未亡人である張氏 の目にとまる。張氏には5回も夫と死に別れている孫娘がおり、新たな嫁ぎ先を探していたが気味悪がられ手を上げる者が居なかった。陳平はこの娘を娶ろうと考え、貧しい家で暮らしながらも門外に貴族が乗る馬車の轍を多く付けて広く人物と交わりがあるように装った。これらを看視していた張氏は陳平の志の高さを見込んで、息子の張仲を説得して、数日後に孫娘を陳平に嫁がせた。結婚後に金回りが良くなるとそれを元に交際を広め、社の祭りで宰領役になった際には祭肉を迅速・公平に分配し名声を高めたが陳平は「こんな物ではなく天下を与えられれば、たちどころに裁いてみせるのだが」と言って嘆息したという。
陳勝・呉広の乱が勃発すると、若者らを引き連れ魏王になっていた魏咎に仕えるようになるが、進言を聞いてもらえず、周りの讒言により逃亡する。次に項羽に仕えて、謀反を起こした殷王・司馬卬を降伏させた功績で都尉となったが、司馬卬が東進してきた劉邦にあっさり降ったため、怒った項羽は殷を平定した将校を誅殺しようとした。身の危険を感じた陳平は項羽から与えられた金と印綬を返上し、そのまま再び出奔した。
その道中、陳平は河を渡る際に、その立派な容姿を見た船頭から「実は名のあるものに違いない。ならば金や財宝も持っているはずだ」と思われ、船上で襲われそうになった。それに気づいた陳平は、突如裸になり自ら船を漕ぎ始め、無一文であると先に示し襲われることを防いだ。

### 劉邦の名参謀として
修武にたどり着いた陳平は旧知の魏無知のつてで劉邦に面会する。劉邦もその話し合いで陳平を気に入り、即日項羽時代と同じく都尉に任じ、劉邦の乗る馬車に陪乗させ、軍を監察させた。
この厚遇ぶりに古参の将軍達は不満を抱き非難したが、劉邦は受け付けなかった。しかし彭城の戦いで劉邦軍の規律が緩んでいたため大敗。その後、周勃や灌嬰らから「陳平は魏に仕えて用いられず、魏を去って楚に仕えて用いられず、楚を去って漢に流れ着いた、節度や信義の無い輩です。故郷では兄嫁と密通していて、今は賄賂を取って地位を上下させています」など品行の無さを訴えられる。度々の讒訴に劉邦も陳平を疑い、魏無知に問い質すと「私が推挙したのは陳平の才であり、徳ではありません。今、漢は楚との攻防中という差し迫った状況でありますから、いにしえの有徳の士のような者を得たとしても何にもならないと思い、今すぐ必要な奇謀の士を推挙したのです」と返答された。また陳平からも「魏咎は私の策を用いませんでした。失望した私は楚に行きましたが、項羽は一族などの意見しか聞きませんでした。更に項羽は私を罰しようとしたため、失望した私は漢王様が人をよく用いると聞いて漢に来たのです。しかし裸同然で漢に仕えたため（自分の金が無く、職務を遂行するために）金品を受け取らなければどうにもなりませんでした。私の計略が採用するほどで無ければ、ただちに金品と官位を返上し暇乞いします」と弁明されたため、劉邦は納得して謝罪し、改めて護軍中尉に任じ全軍を監督させた。これ以降、古参の将軍たちは何も言わなくなった。
まもなく劉邦は項羽に追われ、滎陽城に籠城することになった（滎陽の戦い）。不利な状況の中で陳平は、項羽が疑り深い性格であるため部下との離間が容易にできると進言し、劉邦もその実行に4万金もの大金を陳平に与え自由に使わせた。そして「范増・鍾離眜・龍且・周殷といった項羽の重臣たちが、功績を上げても項羽が恩賞を出し渋るため、漢に協力して項羽を滅ぼし王になろうとしている」との噂を流し、項羽はそれを信じて疑うようになった。特に腹心である范増に対しては、楚の使者が漢へ派遣された際に、はじめ范増の使わした使者として豪華な宴席に招き、范増と仲が良いかのように振る舞った。そして使者が項羽の使者であると聞くと、すぐさま粗末な席に変えさせた。このため項羽はさらに諸将を疑うようになって范増は失脚することになり、故郷に帰る途中で憤死した。こうして陳平は、楚最大の知謀の才を戦わずして排除した。
しかし、滎陽の包囲は変わらず、ついには食料が尽きてしまった。ここで陳平は偽物の漢王を城の外へ出し、敵の降伏に楚兵が喜び油断したところを城の反対側から脱出する策（金蝉脱殻の計）を出し、その偽漢王に紀信を、滎陽に残る守りには周苛・樅公を「彼らなら死を厭わないでしょう」と納得させるように、劉邦に進言した。同時に自分がかつて仕えたことがある魏咎の弟（従弟とも）である魏豹を残して、彼の裏切りに備えて周苛たちに邪魔だと思わせ始末させることにした。この策は実行され、見通した通り、紀信は楚を足止めさせ周苛たちは魏豹を殺害して項羽の攻めにもよく持ちこたえた末、ついに落城して3人とも処刑された。引き換えに脱出に成功した劉邦は、関中へ戻って態勢を立て直すことができた。
さらに韓信が斉王を名乗ろうと願い出た際には、「今こんなに苦しい時に王になりたいなど、なんと恩知らずだ」と憤る劉邦の足を踏んで「韓信を斉王に認めなければ、独立されて楚と結ばれ、漢の危機となります」と張良とともに劉邦を諭して納得させた。また広武山で項羽と和議を結んだ際には、和議を破って疲弊した項羽軍に攻め込むべきであると張良とともに進言し、最終的な漢の勝利を得ることになった。
高祖5年（紀元前202年）、劉邦が項羽に勝利して前漢が建てられると、陳平は故郷の戸牖郷にある戸牖侯に封じられた。
この際、劉邦は陳平に「そなたの功績は大であるな」といったが、陳平は「私は魏無知がいなかったならば、漢に仕えることができませんでした。また私に猜疑がかけられた時、魏無知が潔白を証明してくれました」と言った。これを聞いた劉邦は「そなたのような者を、元に背かぬ者というのだな」と、魏無知にも恩賞を与えた。
高祖7年（紀元前200年）、劉邦は匈奴討伐に自ら出征するが、冒頓単于の作戦で平城（現在の山西省大同市雲州区）付近の白登山で包囲されて食糧も尽きてしまった。ここで陳平の奇策で何とか和睦をして劉邦は帰る事ができた（白登山の戦い）。固く秘密とされたため、策の内容はわからないが、冒頓単于の閼氏（皇后）に中国の美女が単于の物になるかもしれないと吹き込んで、その嫉妬心につけこんだものと伝わっている。

### 呂氏との闘い
高祖12年（紀元前195年）、劉邦は燕王盧綰（劉邦の親友）討伐に樊噲を派遣したが、讒言を受けた劉邦は樊噲に謀反の疑いを持ち、捕らえて殺すように陳平に命じる。しかし、樊噲は次期権力者の皇后呂雉（呂后）の妹婿であり後難を恐れたことと、劉邦の一時の気の迷いと考えた陳平は、最終的な判断を劉邦に委ねるため樊噲を捕らえるだけに留めた。その帰途で劉邦の死去を聞くと、急ぎ長安に戻り劉邦の棺の傍らにかけつけ一晩を嘆き過ごし、更に何かと理由を付け棺の側を離れないことで、呂雉の歓心を買うと同時に自分を讒言する者が現れるのを封じた。
恵帝5年（紀元前190年）に曹参が死んだ後で左丞相（副首相格）に任じられて、恵帝7年（紀元前188年）秋8月に恵帝が崩御すると、張辟彊（張良の子）の助言を受けて、呂后を安堵させるためにその甥の呂台・呂産・呂禄らを王に封じさせるように進言した。呂后の専権時代には面従腹背の姿勢を保ち、呂后と対立して失脚した王陵の後を受けて右丞相（正宰相格）となった。しかし呂氏が中央の兵権を完全に握っており、左丞相は呂氏と親しい審食其が就くなど、右丞相には権力がなく、実質的に名のみの役職であった。さらに呂后の妹呂嬃が「右丞相は酒と女に溺れ、仕事を行っていません」と呂后に讒言していると聞いた陳平は、その通り酒と女に溺れ骨抜きになったふりをし、呂后や夫（樊噲）を捕らえられた恨みを持つ呂嬃から警戒心を持たれないようにして粛清の嵐を避け、反攻の機を伏して待った。この様は、呂后が陳平に「貴方を讒言するものも居ますが、私はそれに惑いません。私達はもっと良い仲になれると思っています」と言ったほどであった。
高后8年（紀元前180年）に呂后が死去すると、陳平はこれを機として考えていたが、どうすればよいか悩んでいた。その陳平の屋敷へふらりと陸賈が訪れてきて、悩みを即刻見抜き、助言を授けた。そして陳平はそれに従い、宴会に見せかけ、宮廷内で大尉・周勃を始めとする反呂氏勢力や信頼できる人物を集め、密かに人脈を築き、打ち合わせを重ねていった。諸侯の監視を徹底していた呂氏も、酒好き女好きの右丞相が行う宴会なので、警戒をしなかった。陳平は陸賈にも人脈作りを依頼し、そのために召使い100人、車馬50乗・銭500万を与えた。そして斉王劉襄の蜂起と、その討伐に出した灌嬰の寝返りなどに動揺する宮中において策略を用い、周勃などとともに呂后の甥である呂禄の不安を煽らせるため、呂禄の友人である酈寄の父酈商に迫り、酈寄から「いつまでも中央に居るので、野心があるのではないかと疑われ天下が騒がしくなっています。領地は諸侯も重臣も認めており、帰国すれば疑いも晴れ安泰です」と吹き込ませた。呂禄はそれに従い兵権を返上し、周勃が兵権を取り戻す。そしてその兵と築きあげた人材・情報網で、呂雉の別の甥の呂産の帝位簒奪クーデターを鎮圧。更にこれを口実として呂氏一族を皆殺しにする逆クーデターを実行し、劉邦の子である代王劉恒（文帝）を立てた。
その後まもなく、陳平は文帝に「職を辞させて頂きたい」と申し出た。文帝は「朕に不満があるのか」と聞いたが「いいえ」と答えられ、「ではなぜ職を辞したいのか」と聞いた。陳平は「高祖の頃は私の功績が周勃殿より多かったので、私は丞相となりました。しかし呂氏討伐には周勃殿の方が功績が多うございます」と答え、文帝は「なるほど。だがそなたも欠かさるべきであるので、周勃を右丞相、そなたを左丞相とする。朕を補佐してくれ」と言ったので、これを受け入れて左丞相となった。その後、周勃と文帝に乞われ再び右丞相となった。周勃の辞任後は単独で丞相を勤めたが、文帝前2年（紀元前178年）10月に死去した。献侯と諡された。
なおクーデター鎮圧の際に、兵権は握ったものの兵士が従うか不明だったため、「劉氏に加担するものは左袒（衣の左の肩を脱ぐ）、呂氏に加担するものは右袒（衣の右の肩を脱ぐ）するよう」との触れを出し、兵士は全て左の肩を脱いだことが、義により味方することを意味する「左袒する」の故事成語となった。

## 評価
劉邦の軍師というと張良をすぐに思い浮かべるが、陳平は張良に比べて謀略に長けていた。そのことから身内にも警戒されることがあり、劉邦は死の直前、「陳平に全てを任せるのは危ない」と述べている。陳平自身も「私は国のために止むを得ない事とはいえ、陰謀が多かった。陰謀は道家の禁じる所であり、死後子孫は絶えるだろうし、爵位を失うことがあれば二度と再興はできないだろう。皆、自分が陰謀を立てた報いである」と予言した。
その予言どおりに陳平の爵位は子の共侯陳買、孫の簡侯陳恢の代は何事もなかったが、曾孫の陳何が姦通の罪を犯したために、陳何は処刑され晒しものとなり、爵位を取り上げられた。陳平の玄孫の陳掌は霍去病の母と密通をし霍去病の義理の父となり、その立場を利用して諸侯としての身分回復を図ったが成功しなかった。
陳平は政治にも優れていた。呂氏粛清後に周勃と共に丞相になった際、文帝が周勃に「一年間に何回裁判が開かれているのか?」と尋ると周勃は答えられなかった。文帝が「では一年間の国庫収支はどのくらいか?」と尋ねたが、周勃はそれにも答えられなかった。文帝が陳平に尋ね直すと陳平は「裁判に関しては廷尉が、国庫収支については治粟内史が居ります。この者たちを召しだしてご下問ください」と答えた。文帝が「専門の者が居るのはわかったが、ならば丞相とは何が専門なのか」と聞くと陳平は「丞相の役目は上は天子を補佐し、下は外敵に目を光らせ、諸侯を慰撫し、万民を手懐け従わしめ、各々の役目を全うさせることです。局部的な区々たることに関わるのが役目ではございませぬ」と答えた。文帝は「よくわかった。見事な答えだ」と陳平を褒めた。後で周勃が陳平に「なぜ陛下が質問される前にああいう答え方を教えてくれなかったのか」と問い詰めると陳平は「自分の役目を知らないのか。君はもし陛下が長安の盗賊の数を聞いてきたら、それにも答えたいというのか?人間は全てを知る事は出来ない。だから専門家が居る。我々の専門とは先ほど陛下に申し上げた事だよ」と笑いながら言ったという。自分が陳平には到底及ばないと悟った周勃は丞相を辞任した。
楊顒は諸葛亮が自ら帳簿の確認を行っているの見て、治国のあるべき姿である礼制を一家のあり方に例え、陳平の例を引いて諌めた。
司馬遷は、「奇策を出し、困難の免れさせ劉邦を救った。呂后の時代も多事多難であったが、漢王朝を安定させ、優れた宰相と讃えられた。始め良く、終わり良くと言える。知謀の士でなくて、これがやりとおせただろうか」と評している。
後世、曹操が世に埋もれた人材を求める際に、「陳平のように兄嫁に手を出したり、袖の下を取ったりした過去がある者でも、才能がある者ならば、そのようなことを気にするな。未だ魏無知に出会えずにいる者よ、自分の下に仕官せよ」と触れを出したことはよく知られる。

## 陳平を題材とした作品
- 楚漢名臣列伝（宮城谷昌光、文藝春秋）- 各・歴史小説
- 陳平　劉邦の命を六度救った知謀の将（風野真知雄、PHP研究所）